# Jamestown (Indiana)
Jamestown és una població dels Estats Units a l'estat d'Indiana. Segons el cens del 2000 tenia 886 habitants.

## Demografia
Segons el cens del 2000, Jamestown tenia 886 habitants, 361 habitatges, i 254 famílies. La densitat de població era de 657,9 habitants/km².
Dels 361 habitatges en un 32,7% hi vivien nens de menys de 18 anys, en un 60,7% hi vivien parelles casades, en un 8,6% dones solteres, i en un 29,4% no eren unitats familiars. En el 24,7% dels habitatges hi vivien persones soles el 9,1% de les quals corresponia a persones de 65 anys o més que vivien soles. El nombre mitjà de persones vivint en cada habitatge era de 2,45 i el nombre mitjà de persones que vivien en cada família era de 2,94.
Per edats la població es repartia de la següent manera: un 24,9% tenia menys de 18 anys, un 7% entre 18 i 24, un 32,1% entre 25 i 44, un 23,1% de 45 a 60 i un 12,9% 65 anys o més.
L'edat mediana era de 36 anys. Per cada 100 dones de 18 o més anys hi havia 93,3 homes.
La renda mediana per habitatge era de 46.250$ i la renda mediana per família de 53.611$. Els homes tenien una renda mediana de 37.431$ mentre que les dones 24.271$. La renda per capita de la població era de 19.821$. Entorn del 7,3% de les famílies i el 7,8% de la població estaven per davall del llindar de pobresa.

## Poblacions més properes
El següent diagrama mostra les poblacions més properes.